# ウィリアム・J・ハーディ
ウィリアム・ジョセフ・ハーディ（英: William J. Hardee、1815年10月12日-1873年11月6日）は、アメリカ陸軍の職業軍人であり、第二次セミノール戦争や米墨戦争で従軍した。南北戦争では南軍の将軍として仕え、戦前に書いた軍事戦術に関する著書は広く知られ南北両軍に活用された。

## 生い立ちと初期の経歴
ハーディはジョージア州カムデン郡にある「ルーラル・フェリシティ」（田園の至福）農園で、サラ・エリスとジョン・ハーディ少佐の夫妻の子供として生まれた。1838年にウェストポイントの陸軍士官学校を、同期45人中26番目の成績で卒業し、第2アメリカ竜騎兵連隊の少尉に任官された。セミノール戦争（1835年-42年）の時、病に倒れ入院しているときにエリザベス・ダメットに出会って結婚した。病気から快復すると、1840年に陸軍はハーディをフランスに送って軍事戦術を勉強させた。
米墨戦争の時、ザカリー・テイラー将軍の占領軍に従軍し、メデリンとベラクルス包囲戦で名誉少佐、セントオーガスティンの戦いで中佐と2回の名誉昇進を果たした。1846年4月25日のカリシトスの戦いで捕虜となり、5月11日の捕虜交換で釈放された。続いてウィンフィールド・スコット将軍の下に入り、1847年にはラロシアで負傷した。戦後、テキサス州でテキサス・レンジャーズの部隊を率いた。
妻が1853年に死んだ後で、ウェストポイントに戻って戦術の教官を務め、1856年から1860年は士官学校の校長となった。1855年に第2アメリカ騎兵隊（後に第5アメリカ騎兵隊と改称）が結成されたときに上級少佐として務め、続いて南北戦争が始まる直前に第1アメリカ騎兵隊の中佐となった。1855年、陸軍長官ジェファーソン・デイヴィスの命令により、「軽装歩兵あるいはライフル兵として行動する時の部隊の訓練と操軍に関するライフと軽装歩兵の戦術」を出版し、「ハーディの戦術」として一般に広まり、南北戦争の訓練マニュアルとして知られるようになった。

## 南北戦争での従軍
ハーディは、生まれ故郷のジョージア州がアメリカ合衆国から脱退した後の1861年1月31日にアメリカ陸軍を除隊した。3月7日には大佐として南軍に入隊し、アラバマ州モーガン砦とゲインズ砦の指揮を任された。その後6月17日に准将、10月7日に少将に昇進した。1862年10月10日までに、南軍の最初の中将の一人となった。将軍としての最初の任務はアーカンソー連隊の1個旅団を組織化することであり、物資補給の難しい課題を解決し、その旅団に完璧な訓練を施すことで、その兵士や仲間の士官に感銘を与えた。この指揮官の時に「信頼できる老人」（Old Reliable）という渾名を貰った。アーカンソー州で従軍した後、アルバート・ジョンストン大将のミシシッピ軍で軍団指揮官として呼び出され、シャイローの戦いに参加した。1862年4月6日のこの戦いで腕を負傷した。ジョンストンがシャイローで戦死し、ハーディの軍団はブラクストン・ブラッグ将軍のテネシー軍指揮下に入った。
1862年のペリービルの戦いでは、ハーディがブラッグ軍の左翼を指揮した。その年の12月、ハーディが最も成功したとされるストーンズリバーの戦いでは、その第2軍団が北軍ウィリアム・ローズクランズ少将の軍に大挙急襲をかけ、敗北寸前まで逐いやった。タラホーマ方面作戦の後、ハーディは短気なブラッグに辛抱できなくなり、短期間、ジョセフ・ジョンストン将軍の下でミシシッピ東ルイジアナ方面軍を指揮した。この期間に、アラバマ州のプランテーション所有者メアリー・フォアマン・ルイスと出会い、1864年1月に結婚した。
チカマウガの戦いの後でハーディはブラッグ軍に復帰し、テネシー州チャタヌーガではレオニダス・ポークの軍団を引継ぎ、そこで北軍を包囲した。1863年11月の第三次チャタヌーガの戦いでは、テネシー軍のハーディ軍団は、北軍ジョージ・ヘンリー・トーマス少将の部隊がミッショナリーリッジの難攻不落と思われた防衛戦に攻撃を掛けたときに敗北を喫した。
ハーディはブラッグの下で仕えることについて抗議行動を再開し、意を同じくする士官達の集団に加わり、最終的にはアメリカ連合国大統領ジェファーソン・デイヴィスを説得してその旧友を解任させた。1864年のアトランタ方面作戦では、ジョセフ・ジョンストン将軍が南軍の指揮を執った。ジョンストンが北軍ウィリアム・シャーマン少将に対して操軍と撤退を繰り返すと、アメリカ連合国は辛抱できなくなり、より攻撃的なジョン・ベル・フッド中将に指揮官を交代させた。ハーディはフッドの向こう見ずな攻勢と大きな損失に我慢できなかった。8月31日と9月1日のジョーンズバラの戦い後、転任を要請して、サウスカロライナ州、ジョージア州およびフロリダ州の方面軍指揮官に転属となった。シャーマンの海への進軍に対抗して、不適切な部隊でできる限りの抵抗をしたが、最終的に12月20日にジョージア州サバンナを明け渡した。シャーマンがカロライナ方面作戦で北に転進すると、ハーディは1865年3月のノースカロライナ州ベントンビルの戦いに参加したが、そこで唯一人の息子が騎兵戦で戦死した。ハーディは4月26日、ダーラム・ステーションでジョンストンと共にシャーマンに降伏した。

## 戦後
戦後、ハーディは妻のアラバマ州のプランテーションに入った。そこを働ける状態に戻した後で、家族はアラバマ州セルマに移転し、そこで倉庫業と保険業を営んだ。最後はセルマ・アンド・メリディアン鉄道の社長になった。1868年に出版した『アメリカのアイルランド人』で共著者になった。1873年、ウェストバージニア州ホワイトサルファー・スプリングスの避暑地を家族で訪れているときに病気になり、バージニア州ワイズビルで死んだ。セルマのライブオーク墓地に埋葬されている。